# Transfiguratiekathedraal (Cholmogory)
De Kathedraal van de Transfiguratie (Russisch: Спасо-Преображенский собор) is een Russisch-orthodoxe kathedraal in de Russische plaats Cholmogory.

## Geschiedenis
De kathedraal werd als eerste stenen kerk van het bisdom gebouwd in de jaren 1685-1691 op initiatief van aartsbisschop Athanasius, een hoogopgeleide geestelijke die in Cholmogory een grote bibliotheek vergaarde. Met een hoogte van 42 meter is de kathedraal nog altijd een van de grootste stenen kerken in het Russische noorden. De vrijstaande klokkentoren uit 1681-1683 ging vooraf aan de bouw van de kathedraal. Precies twee jaar na de wijding, op 28 juli 1693, bezocht tsaar Peter de kathedraal. De kathedraal kreeg ter gelegenheid van dit bezoek een nieuwe iconostase, aangezien de oude iconostase in verhouding tot de kerk te klein was.
Het gebouw werd na de Oktoberrevolutie gesloten voor de eredienst en ontsnapte door jarenlang verval ternauwernood aan algehele verwoesting. Alle koepels, twee van de vijf tamboers en het interieur overleefden de vernietiging niet. In afwachting van betere tijden moesten grote metalen muurbanden het gebouw bij elkaar houden wegens de grote scheuren die over de gehele hoogte van het gebouw liepen.

## Heropening
De kathedraal is weer geopend voor de eredienst en momenteel in restauratie, maar het herstel van de kathedraal vordert gestaag en de ter beschikking gestelde financiële middelen zullen waarschijnlijk niet voldoende zijn om de kathedraal in de oorspronkelijke staat terug te brengen.
De klokkentoren van de kerk is in een veel betere staat. In de toren hangen 11 klokken.
In de onmiddellijke nabijheid van de kathedraal staat de Kerk van de Twaalf Apostelen (in 2008 opnieuw in gebruik genomen) en een monumentaal kruis ter herdenking van de slachtoffers van de onderdrukking.

## Afbeeldingen

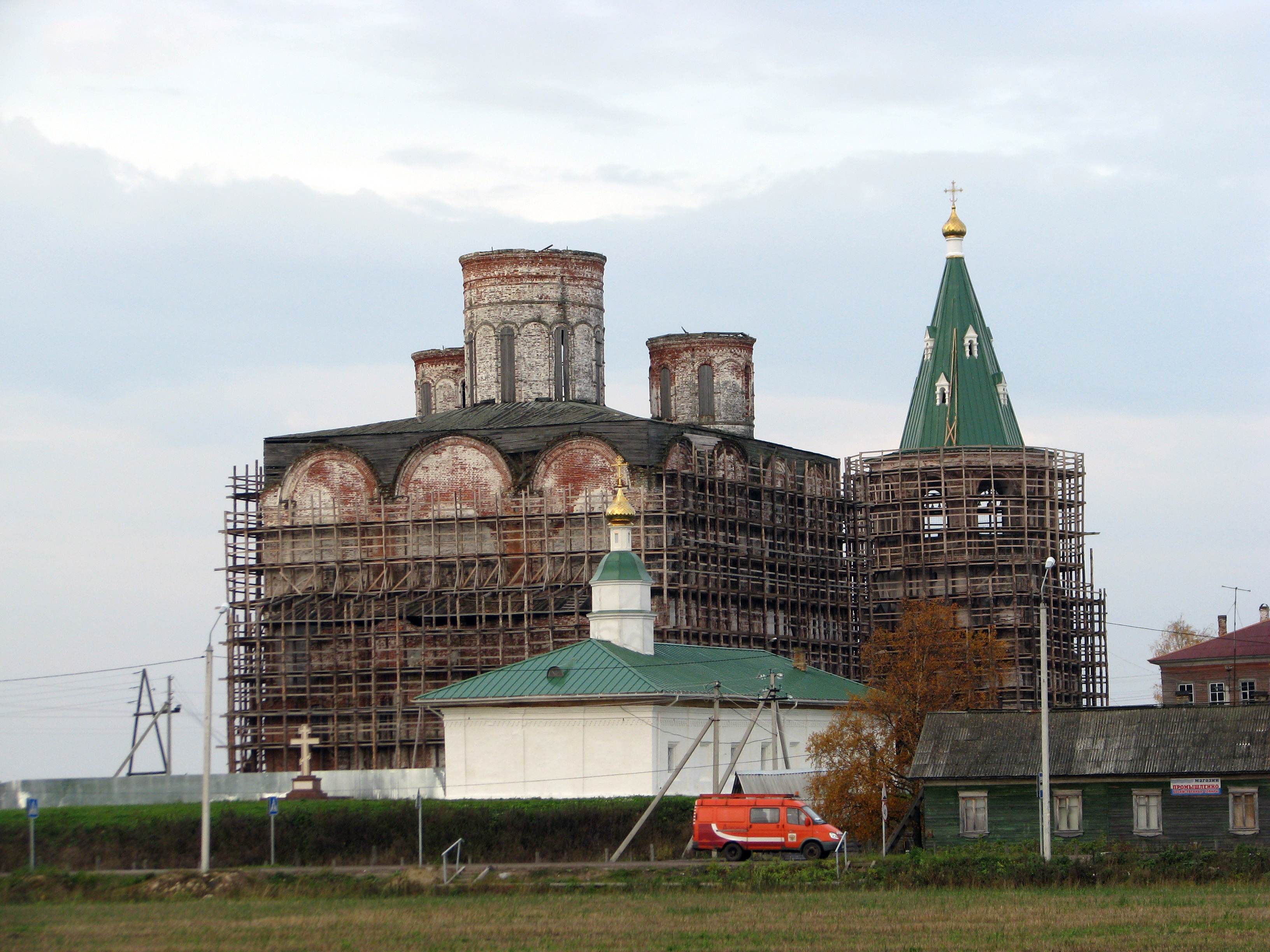
De kerk in de steigers (foto 2010)
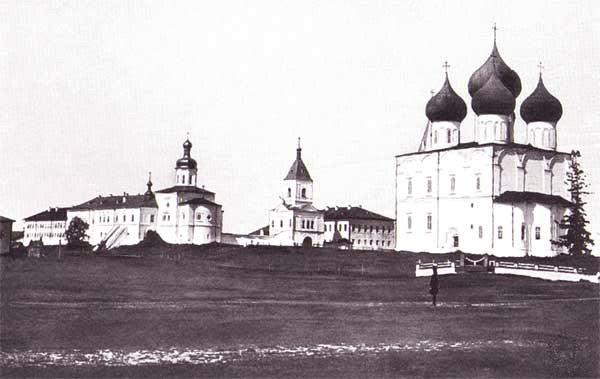
De kathedraal in de 19e eeuw
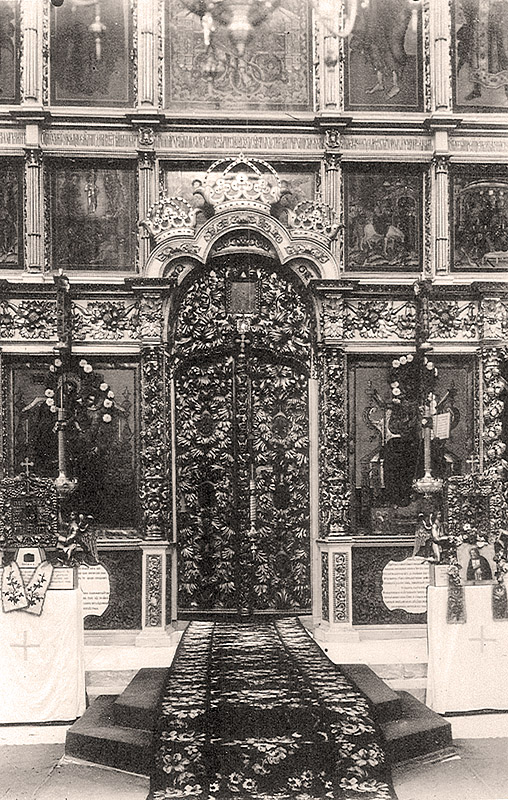
De koningsdeuren van de iconostase (foto 1910)
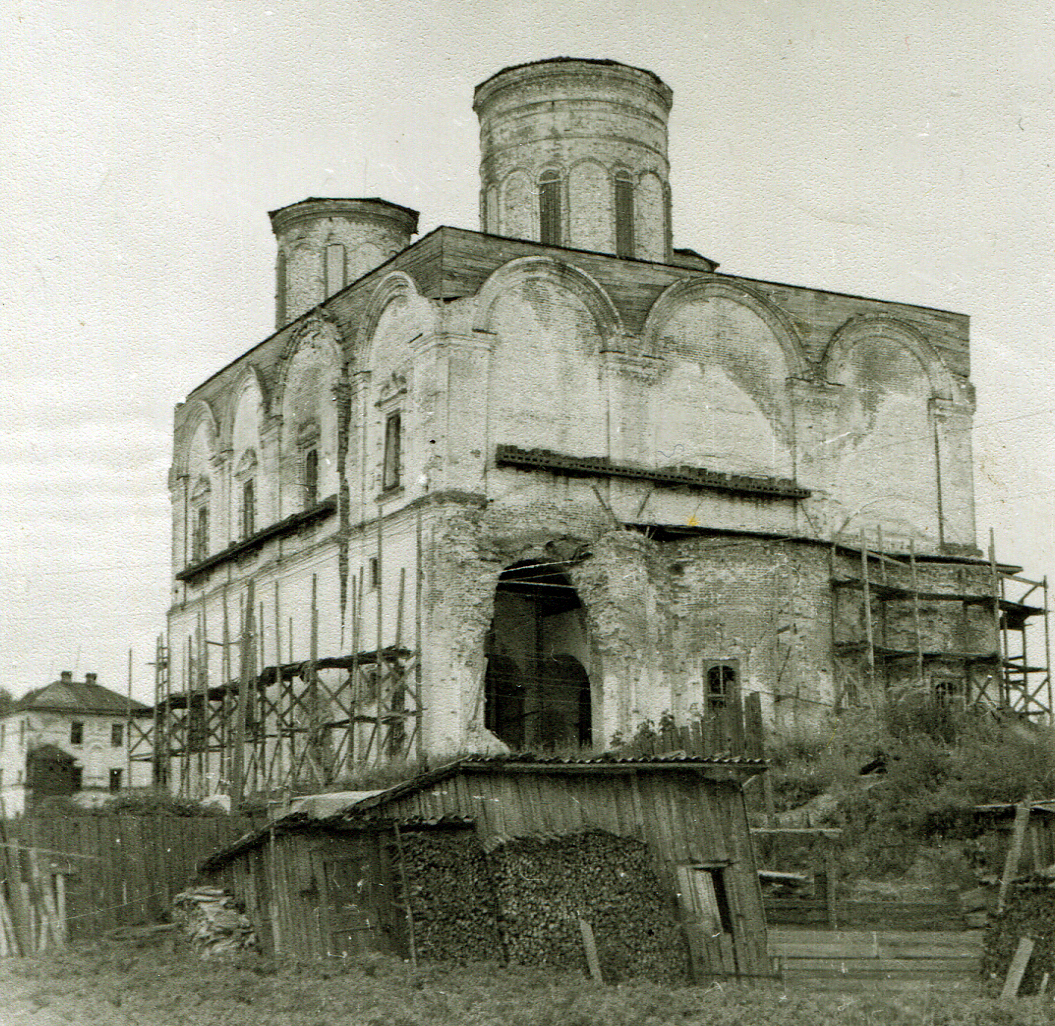
De ruïne in 1986